# سوبارو تکنیکا
سوبارو تکنیکا (ژاپنی: スバルテクニカインターナショナル株式会社) شرکت خودروسازی ژاپنی است، که در سال ۱۹۸۸ توسط شرکت سوبارو تأسیس شد.